# 定林寺 (高平)
35°46′53″N 112°58′27″E / 35.78139°N 112.97417°E
定林寺位于中国山西省高平市米山镇七佛山南部半山腰处，2001年被列为第五批全国重点文物保护单位。
定林寺始建年代不详，但早在唐代即已存在。寺坐北朝南，占地约8000平方米，中轴线上有观音阁、雷音殿、七佛殿，两侧有廊庑和偏院等建筑，其中仅雷音殿为元代遗构，余为明清建筑。雷音殿面阔进深各三间，单檐歇山顶。